# Ås härad
Ås härad var ett härad i södra Västergötland, ett av sju i Sjuhäradsbygden, beläget mellan städerna Borås och Ulricehamn, inom nuvarande Ulricehamns kommun och Borås kommun. Häradets areal var 468,95 kvadratkilometer varav 447,79 land.  Ås härad hade sitt tingsställe i kyrkbyn i Hällstads socken fram till mitten av 1700-talet, då det flyttades till Väby, några kilometer längre åt sydväst i samma socken. År 1796 flyttade tingsstället till ett hus mellan Hökerum och Hällestad där det förblev tills man 1920 flyttade till Borås.

## Historia

### Demografi
Områdets befolkningsmässiga tyngdpunkt har förskjutits kraftigt åt söder:
Den södra och västra delen, som idag tillhör Borås kommun, har närmare tredubblat sin befolkning det senaste århundradet. Där ligger de flesta och största tätorterna, vilka numera utgör förortssamhällen till Borås, framför allt Dalsjöfors och Gånghester. 
Den norra och östra delen, som idag tillhör Ulricehamns kommun, har å andra sidan fått sin befolkning nära nog halverad under samma tid. Den enda tätorten av betydelse är Hökerum.

## Socknar
Följande socknar ingick i häradet:
- I nuvarande Borås kommun
  - Brämhult
  - Gingri
  - Rångedala
  - Toarp
  - Tärby
  - Äspered
- I nuvarande Ulricehamns kommun
  - Fänneslunda
  - Grovare
  - Hällstad
  - Härna
  - Kärråkra
  - Murum
  - Möne
  - Södra Ving
  - Södra Vånga
  - Varnum

## Län, fögderier, domsagor, tingslag och tingsrätter
Häradet hörde mellan 1634 och 1998 till Älvsborgs län, därefter till Västra Götalands län. 
Häradets socknar hörde till följande fögderier:
- 1686-1917 Kullings fögderi
- 1918-1945 Borås fögderi
- 1946-1990 Ulricehamns fögderi

Häradets socknar tillhörde följande domsagor, tingslag och tingsrätter:
- 1680-1919 Ås tingslag i 
  - 1680-1695 Kinds, Redvägs, Ås och Vedens häraders domsaga
  - 1696-1848 Ås, Gäsene och Kullings häraders domsaga
  - 1849-1919 Ås och Gäsene häraders domsaga
- 1920–1947 Ås, Vedens och Bollebygds tingslag i Borås domsaga (Bollebygds, Ås, Gäsene och Vedens härader)
- 1948–1970 Borås domsagas tingslag i Borås domsaga

- 1971- Borås tingsrätt och dess domsaga för socknarna i Borås kommun och från 1996 för de i Ulricehamns kommun
- 1971-1996 Sjuhäradsbygdens tingsrätt och dess domsaga för socknarna i Ulricehamns kommun

## Häradshövdingar
| Ämbetstid | Namn                                | Levnadstid |
| --------- | ----------------------------------- | ---------- |
| 1400–1421 | Arvid Jönsson (Sparre över stjärna) |            |
| 1441–1453 | Peder Tomasson (stjärna)            |            |
| 1484–1499 | Bror Buth                           |            |
| 1500–     | Lars Nilsson SKumme                 |            |
| 1538–     | Mats Jonsson                        |            |
| 1542–     | Bror Eriksson (Buth)                |            |
| 1552      | Joen Bagge                          |            |
| 1568–1579 | Nils Pedersson (Lilliehöök)         |            |
| 1579      | Erik Andersson (Ekeblad)            |            |
| 1580–1581 | Polykarpus Copp                     |            |
| 1581–1583 | Arvid Jöransson Svan                |            |
| 1585      | Erik Andersson (Ekeblad)            |            |
| 1585–1608 | Axel Posse                          |            |
| 1610–1620 | Michel Arvidsson (Uggla)            | –1620      |
| 1621–1628 | Wolmar Stackelberg                  | –1628      |
| 1629–1634 | Erik Andersson                      |            |
| 1634–1652 | Erik Ryning                         |            |
| 1653–1678 | Erland Kafle                        | –1678      |